# Mehrdad Pooladi
Mehrdad Pooladi (en persa: مهرداد پولادی‎; Karaj, Elburz, 26 de febrero de 1987) es un exfutbolista iraní que jugaba como lateral izquierdo o centrocampista.

## Selección nacional
Fue internacional con la selección de Irán en 29 ocasiones.

### Participaciones en Copas del Mundo
| Mundial                        | Sede   | Resultado      | Partidos | Goles |
| ------------------------------ | ------ | -------------- | -------- | ----- |
| Copa Mundial de Fútbol de 2014 | Brasil | Fase de grupos | 3        | 0     |

### Participaciones en Copas Asiáticas
| Copa               | Sede      | Resultado        | Partidos | Goles |
| ------------------ | --------- | ---------------- | -------- | ----- |
| Copa Asiática 2015 | Australia | Cuartos de final | 4        | 0     |

## Clubes
| Club                     | País      | Año       |
| ------------------------ | --------- | --------- |
| Paykan FC                | Irán      | 2006-2007 |
| Esteghlal FC             | Irán      | 2007-2009 |
| Tractor Sazi FC          | Irán      | 2009-2010 |
| Mes Kerman FC            | Irán      | 2010-2012 |
| → Persépolis FC (cedido) | Irán      | 2012      |
| Persépolis FC            | Irán      | 2012-2014 |
| Al-Shahaniya             | Catar     | 2014-2017 |
| Bangkok United           | Tailandia | 2017-2018 |
| Al-Kharitiyath           | Catar     | 2019-2020 |
| Muaither SC              | Catar     | 2020-2021 |

## Palmarés

### Campeonatos nacionales
| Título           | Club           | País  | Año  |
| ---------------- | -------------- | ----- | ---- |
| Copa Hazfi       | Esteghlal FC   | Irán  | 2008 |
| Iran Pro League  | Esteghlal FC   | Irán  | 2009 |
| Segunda División | Al-Kharitiyath | Catar | 2020 |